# Strafhaven
Een strafhaven is een bepaald type haven. In strafhavens liggen schepen die in overtreding zijn. Die kunnen daar dan heen worden gesleept.